# Union Sportive Medinat Blida
L'Union Sportive Medinat Blida è una società di calcio algerina, fondata nel 1932, che nel 2019-2020 partecipa alla Ligue Nationale du Football Amateur.

## Presidenti
- Hamid Kassoul (1932)-(19??)
- Ali Rouabah (19??)-(19??)
- Tcheboun (19??)-(19??)
- Mustapha MENOUAR (19??)-(19??)
- Mohamed CHELHA (19??)-(19??)
- Abdallah Kerrache (19??)-(19??)
- Djillali Sellimi (19??)-(19??)
- Braham Douidene (19??)-(19??)
- Rachid Othmanetolba (19??)-(19??)
- Maâmar Djeguaguene (19??)-(19??)
- Zoubir Bendali (1989)-(1996)
- Mohamed ZAÏM (1996)-(2003)
- Mohamed Zahaf (2004)-(2007)
- Mustapha Ferroukhi (2007)
- Mohamed ZAÏM (2007)-

## Palmarès

### Competizioni nazionali
- Ligue 2: 4

1971-1972, 1991-1992, 1996-1997, 2014-2015